# Каракалпацьке інформаційне агентство
Каракалпацьке інформаційне агентство або Інформаційне агентство Каракалпакстану (каракалп. Qaraqalpaqstan xabar agentligi / Қарақалпақстан хабар агентлиги; узб. Qoraqalpogʻiston axborot agentligi / Қорақалпоғистон ахборот агентлиги; англ. Karakalpakstan News Agency) — найбільше і центральне республіканське інформаційне агентство Республіки Каракалпакстан — суверенної автономної республіки в складі Республіки Узбекистан. Засноване в 2017 році як афілійоване відділення Національного інформаційного агентства Узбекистану, доступного на дев'яти мовах.
Єдине інформаційне агентство каракалпацькою мовою — однією з двох (поряд з узбецькою мовою) офіційних мов Республіки Каракалпакстан. Офіційний сайт інформаційного агентства в даний час доступний на трьох мовах: каракалпацькій (версії латиниці і кирилиці), узбецькій (версії на латиниці і кирилиці) і російській мовах, а в планах створення версій англійською, казахською і туркменською мовами. Інформаційне агентство має свої офіційні сторінки у всіх популярних соціальних мережах, таких як Telegram, Facebook, Twitter, Instagram, Odnoklassniki, Vkontakte.